# Hinrek van Alkmer
Ein Hinrek van Alckmer ist ausschließlich in der Prosaeinleitung zum 1498 in Lübeck gedruckten Reynke de vos überliefert. In späteren Nachdrucken dieser Ausgabe erschien er auch als Alkmar, Alckmaar oder seltener Alcmair; seit dem 18. Jahrhundert wurde die Schreibweise Alkmer bevorzugt.
Nach den Angaben der genannten Einleitung war er als Schulmeister und Zuchtlehrer des Herzog von Lothringen tätig und übersetzte auf dessen Bitten die Verserzählung des Fuchses – gemeint ist der Roman de Renart – aus dem Französischen in die deutsche Sprache. Laut Jacob Grimm ist er womöglich identisch mit dem in Utrechter Urkunden von 1477 und 1481 erwähnten Hendrik van Alkmaar, der „mit Philippa von Egmond, der Tochter Herzog Adolfs von Geldern, die sich 1485 dem Renat II., Herzog von Lothringen, vermählte, in lothringische Dienste ging und den seit 1486 geborenen herzoglichen Kindern als Lehrer zugegeben wurde“. Er habe – so Grimm – den flämischen „Reinaert“ in vier Bücher geteilt und mit einer Prosaglosse versehen, die im „Reinke“ niederdeutsch vorliege.